# هاري بي. غراي
هاري بي. غراي (بالإنجليزية: Harry B. Gray)‏ هو كيميائي أمريكي، ولد في 14 نوفمبر 1935 في وودبورن في الولايات المتحدة.